# تويجى (تشريح)
التويجى (بالإنجليزية: stephanion)‏ هو النقطة التي يقطع فيها الخط الصدغي العلوي الدرز الإكليلي.

## روابط خارجية
- Item #22 نسخة محفوظة 9 يناير 2007 على موقع واي باك مشين. (المصدر هنا نسخة محفوظة 16 أبريل 2006 على موقع واي باك مشين.)